# Karl Manhajm
Karl Manhajm (27. mart 1893 — 9. januar 1947), ili Károly Manheim kako glasi njegovo originalno ime, bio je mađarski sociolog, uticajan u prvoj polovini 20. veka i jedan od osnivača klasične sociologije kao i osnivač sociologije znanja. Manhajm je oženio profesorku i psihologa "Juliska" Károlyné Julia Lang, poznatiju kao Julia Lang.

## Život
Rođen je u Budimpešti, kao jedino dete tekstilnog prozvođača, studirao je tamo kao i u Berlinu, Parizu i Hajdelbergu. Na Univerzitetu u Budimpešti stekao je doktorat iz filozofije. 1914. godine pohađao je predavanja Georga Zimela. Tokom kratkog perioda Mađarske sovjetske republike, predavao je u školi za obuku nastavnika zahvaljujući pokroviteljstvu njegovog prijatelja i mentora Đerđa Lukača, čija je politička konverzija u komunizmu. Posle zbacivanja Bela Kuna i uspona Hortija kao regenta Mađarske Manhajm je izabrao egzil u Nemačkoj. U Nemačkoj Manhajm se preselio iz Frajburga u Hajdelberg i 1921. godine oženio se Juliom Lang.
Posle neuspelog pokušaja da dobije filozofa kao sponzora u Hajdelbergu, on je 1924. godine počeo da radi kod nemačkog sociologa Alfreda Vebera, brata poznatog sociologa Maksa Vebera.
Manhajm je 1926. godine imao svoju habilitaciju koja je bila prihvaćena od strane fakulteta društvenih nauka i na taj način je ispunio uslove da drži časove sociologije u Hajdelbergu.
1930. godine postao je profesor sociologije i političke ekonomije na Johan Volfgang Gete Univerzitetu Frankfurta na Majni. Norbert Elijas i Hans Gert bili su njegovi asistenti tokom ovog perioda(od proleća 1930. do proleća 1933) sa Elijasom kao starijim partnerom. Greta Kučkov koja je kasnije postala važna ličnost u DDR je bila njegov administrativni asistent u Frankfurtu, napustila ga je početkom 1933. da bi studirala na Londonskoj školi ekonomije i pripremala za Manhajmovu emigraciju tamo.
U 1933, posle svrgnuća iz prosvete, pod uslovima anti-semitskog zakona da ukloni građansku službu, napustio je nacistički režim i nastanio se u Britaniji gde je postao lektor sociologije u Londonskoj školi ekonomije, pod programom da pomaže prognanim akademicima.
1941. godine, Sid Fred Klark, direktor Instituta za obrazovanje, Univerziteta u Londonu, pozvao ga je da predaje sociologiju sa skraćenim radnim vremenom u vezi sa njegovom opadajućom ulogom u Londonskoj školi ekonomije u ratnim uslovima. U januaru 1946. je imenovan za prvog profesora sociologije na Institutu za obrazovanje, a tu poziciju je zadržao sve do svoje smrti godinu dana kasnije u Londonu, u 53. godini.
Tokom svog boravka u Engleskoj, Manhajm je igrao istaknutu ulogu u “Moot”, hrišćanskoj grupi za diskusiju čiji je član takođe bio Eliot, zabrinut za ulogu religije i kulture u društvu, koji je sazvao J.H. Oldham. Stekao je poziciju uticaja preko svog uredništva obimne Routledge serije o društvenim naukama.
Manhajmov život, jedan od intelektualnih i geografskih migracija, deli se na tri glavne faze : Mađarska (do 1919. godine), Nemačka (1919-1933), Britanska (1933-1947). Među njegovim cenjenim sagovornicima bili su Đerđ Lukač, Oskar Jasi, Georg Zimel, Martin Hajdeger, Edmund Huserl, Karl Marks, Alfred i Maks Veber, Maks Šeler i Vilhelm Diltaj. U svom radu, on je na različite načine pokušao da sintetizuje elemente izvedene iz Nemačkog istoricizma, marksizma, fenomenologije, sociologije, i anglo - američkog pragmatizma.

## Intelektualni rad

### Mađarska faza
Manhajm je bio rani naučnik i cenjeni član dva uticajna intelektualna kruga u Budimpešti. U jesen 1915. godine bio je najmlađi od osnivača na Sonntagskreis (Nedeljni krug) zajedno sa Belom Balaž, Lujem Filipom, and Đorđom Lukačem, gde se raspravlja o širokom spektru filozofskih i književnih tema. Neke diskusije su fokusirane na entuzijazam nemačkih dijagnostičara kulturne krize, posebno na romane Fjodora Dostojevskog i dela nemačkih mistika. Udruženje “Društvene nauke”, sa druge strane je osnovao Oskar Jasi 1919. godine i pre svega interesovao se za nemačke i francuske sociološke tekstove. Manhajmovi mađarski spisi, posebno njegova doktorska disertacija “Strukturna analiza epistemogije”, predvide njegovo doživotno istraživanje “sinteze”, izmedju ovih struja. Prema Longhurstu, Sonntagskreis je “odbacio bilo kakvo ‘pozitivističko’ ili ‘mehaničko’ razumevanje društva” i nije bio zadovoljan političkim aranžmanima u Mađarskoj. Put napred video se kroz duhovnu obnovu koju je zahtevala revolucija u kulturi. Članovi grupe su bili nezadovoljni političkim i intelektualnim sastavom Mađarske, međutim, "oni su odbacili materijalističku marksističku kritiku ovog društva". Mađarska se menjala duhovnom obnovom na čelu sa onima koji su dostigli značajan nivo kulturne svesti. Ipak oni ne isključuju da su marksističke teme i Manhajmov rad pod uticajem Lukačovih marksističkih interesa, koje je pripisao Marksu kao preteči sociologije znanja.
Manhajmova sociologija znanja zasniva se na nekim od epistemoloških otkrića Imanuela Kanta i sociologija znanja je poznata kao deo veće oblasti poznatije kao sociologija kulture. 
Sociologija kulture se definiše kao veza između kulture i društva. Sociologija kulture je imala 2 glavne grane: umerena grana, zastupana od strane Maksa Šelera, koji je verovao da socijalni uslovi ne utiču na sadržaj znanja, i radikalna grana, čiji su Manhajm i Maks Šeler bili članovi. Radikalna grana je isticala da je društvo određeno aspektima kulture. Kada je u pitanju sociologija znanja, Manhajm je verovao da je uspostavljena zavisnost od znanja o društvenoj stvarnosti. Centralno pitanje Manhajmove sociologije znanja, koja je pokušala da razume vezu između društva i znanja, demonstriralo je svoje napore da reši problem “istorijske prirode i jedinstva uma i života”. Manhajm je potvrdio sociologiju znanja kao “spoljašnju interpretaciju i odvaja od imanentnog tumačenja misli proizvoda.” Imanentna interpretacija je zasnovana na nečijem razumevanju intelektualnog sadržaja, koja je ograničena na teoretski sadržaj znanja i spoljašnje tumačenje se zasniva na sposobnosti da razume manifestacije. 
Znajući razliku između ove dve vrste tumačenja pomoglo je Manhajmu da napravi mesto za sociologiju znanja u naučnom sistemu, ostavljajući sociologiju znanja da stane suprotno od tradicionalnih humanističkih nauka i interpretira znanja kroz istraživanje društvene stvarnosti. Manhajm tvrdi da sociologija znanja treba da se shvati kao vizionarski izraz "istorijskog iskustva koje ima društvenu stvarnost u njenom vitalnom centru.”

### Nemačka faza
To je bio Manhajmov najproduktivniji period. U prvom delu njegovog boravka u Nemačkoj, Manhajm je objavio svoju doktorsku disertaciju “Strukturna epistemologija znanja” koja razmatra njegovu teoriju o strukturi epistemologije, odnose izmedju “poznavaoca, na poznato i da se zna… za Manhajma zasnovano na psihologiji, logici i ontologiji. ” Sociolog Brian Longhurst objašnjava, njegov rad na epistemologiji predstavlja visinu njegove rane “idealističke” faze i prelazak na hermeneutička “pitanja tumačenja u okviru kulture”. U ovom eseju, Manhajm uvodi “hermeneutički problem odnosa između celine i delova”. On je istakao razlike između umetnosti, prirodnih nauka, i filozofije “u vezi sa istinom potraživanja ” navodeći da nauka uvek pokušava da dokaže jednu teoriju, dok umetnost to ne radi u više od jednog pogleda na svet; filozofija pada izmedju dva eksrtrema. Manhajm postavlja ”strah od relativizma” u kome istorijski proces daje kulturni prozivod; ako se smatra da je u odnosu na istorijski period, može biti nedostupna za istorijski period. U tom periodu se okrenuo od filozofije na sociologiju, istažujući korene kulture. Njegovi eseji o sociologiji znanja postali su klasici. U "Ideologiji i Utopiji" on tvrdi da se primena termina ideologije treba proširiti. On je pratio istoriju termina od onoga što je on nazvao "poseban" pogled. Ovaj pogled je video ideologiju kao da možda namerno skriva činjenicu. Ovaj pogled je put do "Total" začeća (pre svega kod Marksa), koji je tvrdio da misao socijalne grupe u celini je formirana po svom društvenom položaju (npr. verovanje proletarijata bilo je uslovljeno njihovim odnosom prema sredstvima za proizvodnju). Međutim, on se pozvao na drugi korak, koji je nazvao opšta totalna koncepcija ideologije, u kojoj je priznato da su svačija uverenja - uključujući sociologe - proizvod konteksta u kome su su stvorena. Manhajm ističe društvene klase, lokacije i stvaranje kao najveće determinante znanja. On se plašio da to može dovesti do relativizma, ali je predložio ideju relationizma kao protivotrova. Da bi podržao razliku, on je tvrdio da je priznanje različitih perspektiva prema razlikama u vremenu i socijalnoj lokaciji izgleda proizvoljno samo za apstraktnu i bestelesnu teoriju znanja.
Spisak recezenata nemacke "Ideologije i Utopije" uključuje izvanrednu prozivku pojedinaca koji su postali poznati u izgnanstvu, nakon uspona Hitlera: Hana Arent, Maks Horkhajmer, Herber Markuze, Paul Tillich, Hans Speier, Ginter Anders, Valdemar Gurian, Zigfrid Krakuer, Oto Nojrat, Karl Avgust Vitfogel, Bela Fogaraši i Leo Štraus. Ranih 70-ih godina, Erih From i Majkl Makobi će kasnije naučno ilustrovati efekte društvene klase i ekonomske strukture na ličnost u njihovom istraživanju društvenog karaktera u meksičkom selu.
Manhajmov ambiciozni pokušaj da promoviše sveobuhvatnu sociološku analizu strukture znanja je tretiran sa sumnjom od strane marksista i neo-marksista o tome šta je grupacija koja je kasnije priznata kao preteča Frankfurtske škole. Oni su videli porast popularnosti sociologije znanja kao neutralizaciju i izdaju Marksističke inspiracije. Veze između Manhajma i Horkhajmera su ipak tačne, i nema dokaza da su studenti bili angažovani u njihovim raspravama, koje su odigravaju na fakultetksim forumima, kao što je Kant Gesellschaft i Paul Tillich-ova hrišćanska socijalistička diskusiona grupa. Horkhajmerov institut u to vreme je bio poznatiji po empirijskom radu koji je podstakao, i nekoliko Manhajmovih doktoranata koristilo je njegove resurse. Iako je ovo unutarškolsko takmičenje prisutno u retrospektivi, Manhajmovi najaktivniji savremeni takmičari bili su ustvari drugi akademski sociolozi, značajno obdaren proto-fašistički lajpciški profesor, Hans Frejer, i predlagač formalne sociologije i vodeća figura u profesiji, Leopold fon Vize.

### Britanska faza
U britanskoj fazi Manhajm je pokušao sveobuhvatnu analizu strukture modernog društva putem demokratskog društvenog planiranja i obrazovanja. Manhajmov prvi veliki rad objavljen tokom ovog perioda je "Čovek i društvo u doba reknostrkucije" 1935. god., u kojem se on zalaže za pomeranje sa liberalnog poretka laissez-faire kapitalizma, “osnovanog na slobodnom trgovinskom ciklusu, planskoj demokratiji, slobodnoj konkurenciji i idejama konkurentskog individualizma”, na planiranu demokratiju. 
U delu "Dijagnoza našeg vremena", Manhajm proširuje ovaj argument i izražava zabrinutost zbog prelaska sa liberalnog poretka na planiranu demokratiju, saglasno Longhurstu, tvrdeći “rano planirano demokratsko društvo moze se razviti uz demokratske i diktatorske puteve kao sto je izraženo u totalitarnim društvima nacističke Nemačke i Sovjetskog saveza.” Njegovom radu su se više divili vaspitači, socijalni radnici i verski mislioci od male zajednice britanskih sociologa. Njegove knjige o planiranju i pored toga su imale važnu ulogu u političkim debatama o neposrednim posleratnim godinama, kako u Sjedinjenim Američkim državama tako i u nekoliko evropskih zemalja.

## Smrt
Manhajm je umro u Londonu i kremiran je Golder ‘s Green krematorijumu. Njegov pepeo stavljen je u kolumbarijumu u urni i kasnije pomešan sa pepelom njegove supruge Julie. U početku je bio postavljen preko puta Sigmunda Frojda zbog planiranog uparivanja, ali Frojd je kasnije premešten.

## Legat
Manhajmova knjiga "Ideologija i Utopija" (1929) bila je najšire raspravljana knjiga živog sociologa u Nemačkoj tokom Vajmarske republike. Engleska verzija "Ideologija i Utopija" (1936) je bila standard u američkom stilu međunarodne akademske sociologije, nošena interesom koji je izazvan u SAD.Manhajmovo sociološko teoretisanje bio je predmet brojnih studija dužinskih-knjiga, dokaz za internacionalni interes za njegove glavne teme. Manhajm nije bio autor nijednog dela koje je on smatrao završenom knjigom, već autor pedesetak glavnih eseja i pozorišnih dela, koja su, kasnije, većina njih izdata kao knjige.

## Izabrani radovi
- Mannheim, K. ([1922-24] 1980) Structures of Thinking. London: Routledge & Kegan Paul.
- Mannheim, K. ([1925] 1986) Conservatism. A Contribution to the Sociology of Knowledge. London: Routledge & Kegan Paul.
- Mannheim, K. (1929), Ideologie und Utopie
- Mannheim, K. (1935 (English 1940)) Man and Society in an Age of Reconstruction. London: Routledge.
- Mannheim, K (1936). Ideology and Utopia. London: Routledge..
- Mannheim, K (1950). Freedom, Power, and Democratic Planning. Oxford University Press.
- Mannheim, K. ([1930] 2001) Sociology as Political Education. New Brunswick, NJ. Transaction.
- Mannheim, K. (1971. 1993) From Karl Mannheim. New Brunswick, NJ. Transaction.

## Spoljašnje veze
- Karl-Mannheim Chair for Cultural Studies, Zeppelin University, Friedrichshafen, Germany[мртва веза]
- „Studies of Karl Mannheim”. Архивирано из оригинала 03. 03. 2016. г..
- Likenesses of Mannheim in the National Portrait Gallery.